# Piirissaare
Piirissaare è un'isola e un comune rurale dell'Estonia meridionale, nella contea di Tartumaa. Sorge nella parte meridionale del Lago Peipsi e il centro amministrativo è la località (in estone küla) di Tooni.

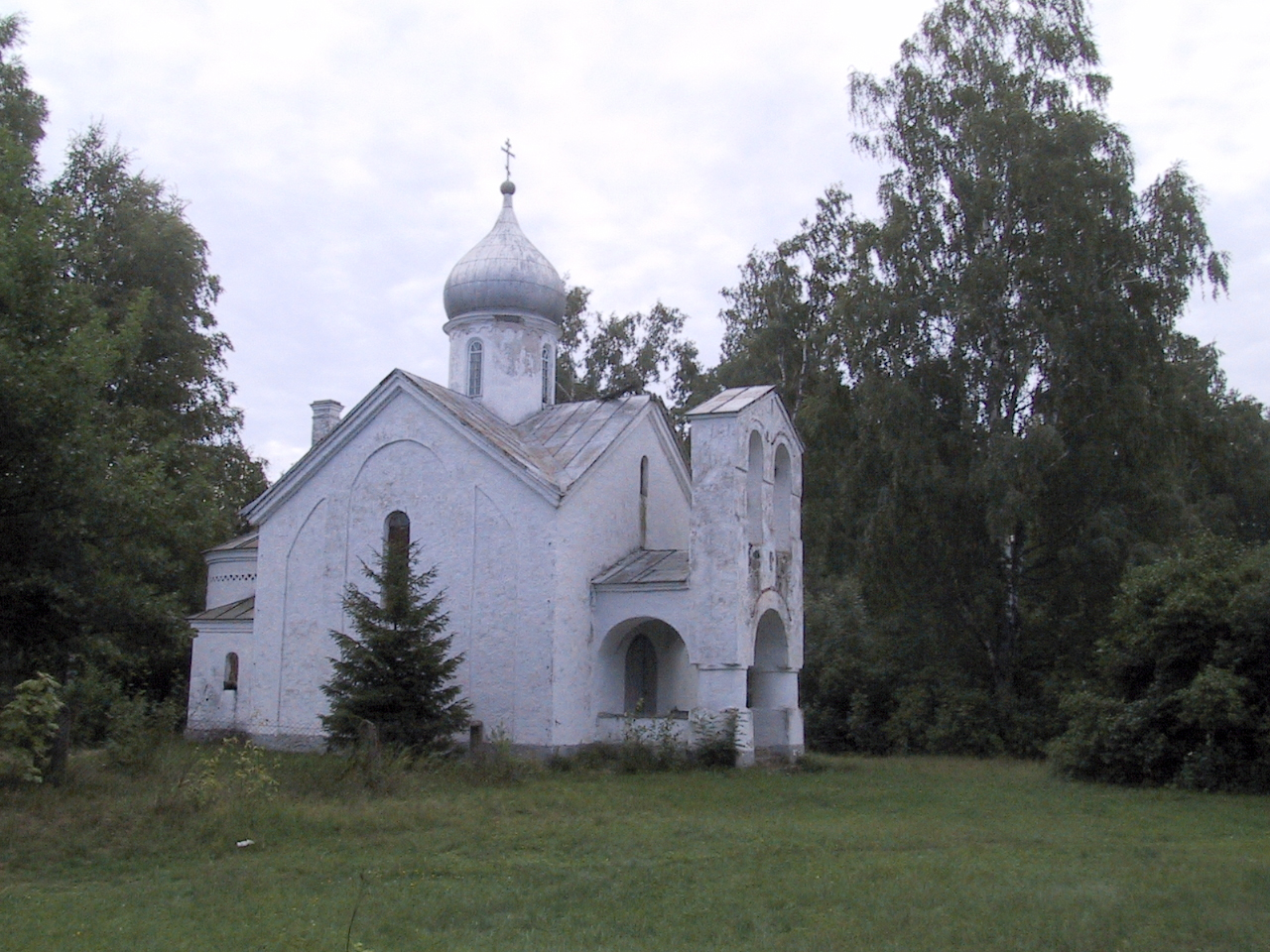
La chiesa ortodossa di Piirissaare

## Storia
L'isola inizia ad essere permanentemente abitata durante la Grande guerra del Nord da un gruppo di ortodossi in seguito alle riforme religiose del patriarca di Mosca Nikon. Larga parte degli abitanti dell'isola sono ancora oggi di questa confessione.
I maggiori danni all'isola furono inflitti nel febbraio 1944 dalla Luftwaffe, durante la Seconda guerra mondiale.

## Frazioni
Tre villaggi sono presenti sull'isola, Piiri, Saare e Tooni e formano il comune di Piirissaare. Il numero degli abitanti è crollato dai circa 700 del 1920 agli 86 del 2006. Attualmente le principali attività sono la pesca e la coltivazione di cipolle.